# Климов, Илья Иванович
Илья Иванович Климов (1916—1940) — лейтенант Рабоче-крестьянской Красной Армии, участник советско-финской войны, Герой Советского Союза (1940).

## Биография
Илья Климов родился 23 октября 1916 года в Хотмыжске.
После окончания неполной средней школы и учительских курсов работал учителем начальных классов.
В 1937 году Климов был призван на службу в Рабоче-крестьянскую Красную Армию. Окончил Киевское пехотное училище. Участвовал в польском походе и советско-финской войне.
К февралю 1940 года лейтенант Илья Климов командовал ротой 69-го стрелкового полка 97-й стрелковой дивизии 13-й армии Северо-Западного фронта. В боях на острове Витса-Саари на реке Вуокса Климов получил ранение, но после оказания ему первой помощи продолжил сражаться. 12 марта 1940 года он погиб в бою.
Похоронен в братской могиле у посёлка Вещево Выборгского района Ленинградской области.

## Награды
Указом Президиума Верховного Совета СССР от 7 апреля 1940 года за «образцовое выполнение боевых заданий командования на фронте борьбы с финской белогвардейщиной и проявленные при этом отвагу и геройство» лейтенант Илья Климов посмертно был удостоен высокого звания Героя Советского Союза. Также посмертно был награждён орденом Ленина.